# Buchberg (Schaffhausen)
Buchberg es una comuna suiza del cantón de Schaffhausen. Limita al norte y este con la comuna de Rüdlingen, al sur con Freienstein-Teufen (ZH), y al oeste con Eglisau (ZH).
La comuna tiene además dos enclaves con los que limita con las comunas de Flaach (ZH), Marthalen (ZH) y Rafz (ZH). Además la comuna misma es un enclave del cantón de Schaffhausen entre el cantón de Zúrich y Alemania.